# Antoni Llobet Aracil
Antoni Llobet Aracil (Barcelona  1919 - 1983) fue un pintor español. 

## Biografía
Pintor nacido en Barcelona en 1910.  Discípulo del pintor valenciano José Mongrell y de Joaquim Mir, fue alumno de la Escuela Superior de Bellas Artes de Sant Jordi (Barcelona) donde finalizó sus estudios con una Beca por Italia en 1931, el viaje le marcó tanto que estudio en diferentes centros culturales italianos y en la Escuela de Bellas Artes de Roma, después vuelve a Barcelona donde prepararía una exposición en París en la Galería Debawes y Regnier con unas Marinas de la Costa Brava y posteriormente expuso en la Galería Layetana, donde le otorgaron el premio de mejor pintor. Hizo varios viajes por Europa septentrional y Escandinavia celebrando a su paso varias exposiciones. Su exposición más importante la hizo en la Galería Layetana precisamente donde el tema principal era Italia. Estuvo como soldado en Barcelona durante la Guerra Civil participando en el "Diario Moral" y en varias exposiciones para conseguir fondos para los soldados. Entre 1939 y 1962 tuvo una constante vida errante, recorriendo Francia, Dinamarca, Finlandia, Escandinavia, Islandia, Noruega, Groelandia, alternando con "su fetiche" Mallorca y Barcelona En 1942 fue profesor de dibujo y pintura en la Institución Escolar Señora de los Reyes de Barcelona. En 1962 se trasladó a vivir a Mallorca, trabajó principalmente en Inca y en su vejez en Palma , y a partir de 1974 abandona Mallorca instalándose en Barcelona y reemprendiendo su contacto con el público barcelonés mediante un ciclo de exposiciones organizadas en la desaparecida Galería Grifé&Escoda y dando clases en un estudio de la calle Aribau.    
Su obra se haya dispersa por todo el mundo siendo muy conocida principalmente en Europa. En su temática domina el paisaje, aunque en sus telas también hay una importante presencia del factor humano (figuras humanas), el estilo es de clara raigambre impresionista y está dotado de un vivo contenido anecdótico y narrativo.

## Algunas de sus Obras
. "Alrededores"
. "Mercado"
. "Els indiots"
. "Tardor"
. "Calle de Pollensa"
. "Día Gris"
. "Skind Bukser"

## Exposiciones
. El Mercantil (Inca- Mallorca) - 1973,1982
. Galería Augusta (Barcelona) - 1955
. Galería Grife&Escoda (Barcelona) - 1974

## Opiniones
Gaspar Sabater (Crítico): "En Mallorca dio una visión del paisaje isleño con toda fidelidad. Consiguió captar el ambiente que se respira en estos paisajes y ha sabido trasladarlo a la tela con la sinceridad de una visión no estropeada por posturas más o menos falseadas."
Jose Reines Reus (Articulista):  "Sus cuadros se hallan desparramados por todo el mundo, figurando en colecciones oficiales y particulares, lo que demuestra que es un pintor consagrado internacionalmente"